# Ozyptila grisea
Ozyptila grisea es una especie de araña cangrejo del género Ozyptila, familia Thomisidae.

## Distribución
Esta especie se encuentra en Irán y Afganistán.